# La Guierche

La Guierche este o comună în departamentul Sarthe, Franța. În 2009 avea o populație de 1,098 de locuitori.